# Amineptina

Fórmula estructural de la Amineptina

La amineptina es una  sustancia sicotrópica,  un antidepresivo atípico de la familia de los antidepresivos tricíclicos que actúa como inhibidor de la recaptación de dopamina. Se compone de ácido 7-(10,11-dihidro-5H-dibenzo (a,d) ciclohepteno-5-il) amino) heptonoico). Estaba indicada para casos de depresión severa pero ya no se comercializa debido a que se usaba como droga recreativa y producía hepatotoxicidad. Su uso fue prohibido por la Comisión de Estupefacientes de Naciones Unidas por crear adicción y sus graves efectos secundarios. En 1991, la Comisión Médica del Comité Olímpico Internacional (COI) la incluyó en la lista de sustancias prohibidas para los deportistas de competición. En 1999 se prohibió su comercialización en España.